# Non, nisi parendo, vincitur
Non, nisi parendo, vincitur (non la si vince se non ubbidendole) è una locuzione latina usata da Francesco Bacone nella sua opera Cogitata et visa, con la quale si intende che l'uomo non è in grado di dominare la natura se prima non ne rispetta le leggi.